# Владимировка (Тогучинський район)
Владимировка (рос. Владимировка) — село у Тогучинському районі Новосибірської області Російської Федерації.
Входить до складу муніципального утворення Чемська сільрада. Населення становить 515 осіб (2010).

## Історія
Згідно із законом від 2 червня 2004 року органом місцевого самоврядування є Чемська сільрада.

## Населення
| 2002 | 2007 | 2010 |
| ---- | ---- | ---- |
| 583  | ↘577 | ↘515 |